# Letteratura svedese

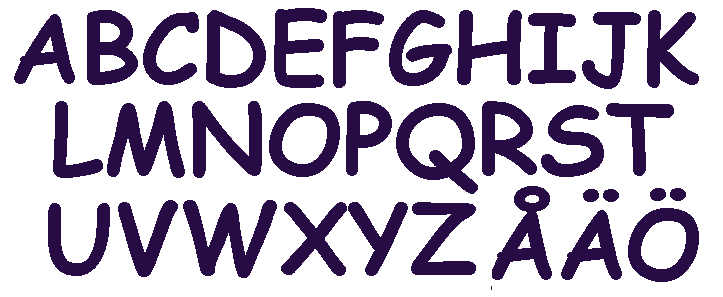
Lettere dell'alfabeto svedese.

Per letteratura svedese (svensk litteratur) si intende sia la letteratura scritta in svedese che quella scritta in Svezia.
Il primo testo letterario svedese è il Rökstenen, inciso durante l'Era vichinga nell'800 circa Con la conversione del paese alla cristianità intorno al 1100 la Svezia entrò nel Medioevo, durante il quale i monaci amanuensi privilegiarono l'uso del latino. Per questo di quel periodo ci rimangono solo pochi testi in antico svedese. La letteratura svedese iniziò a fiorire solo quando la lingua svedese fu standardizzata nel XVI secolo, standardizzazione dovuta soprattutto alla traduzione completa della Bibbia in svedese nel 1541, con la cosiddetta Bibbia di Gustav Vasa.
Con il miglioramento dell'istruzione e la libertà che portò la secolarizzazione, il XVII secolo vide numerosi importanti autori sviluppare ulteriormente la lingua svedese. Alcune figure chiave comprendono Georg Stiernhielm (XVII secolo), che fu il primo a scrivere poesia classica; Johan Henric Kellgren (XVIII secolo), il primo a scrivere in prosa, Carl Michael (fine XVIII secolo), il primo a occuparsi di ballate e parodie e August Strindberg (fine XIX secolo), uno scrittore realistico e commediografo che ottenne fama mondiale. L'inizio del XX secolo continuò a produrre notevoli scrittori, come Selma Lagerlöf (Premio Nobel nel 1909) e Pär Lagerkvist (Premio Nobel nel 1951).
In anni recenti un ristretto gruppo di scrittori svedesi si è affermato a livello internazionale, tra questi lo scrittore di polizieschi Henning Mankell e quello di spy story Jan Guillou. L'unico autore però ad avere lasciato un segno nel mondo della letteratura è la scrittrice per bambini Astrid Lindgren, con i suoi libri dedicati a Pippi Calzelunghe, Emil, e altri.

## Norreno

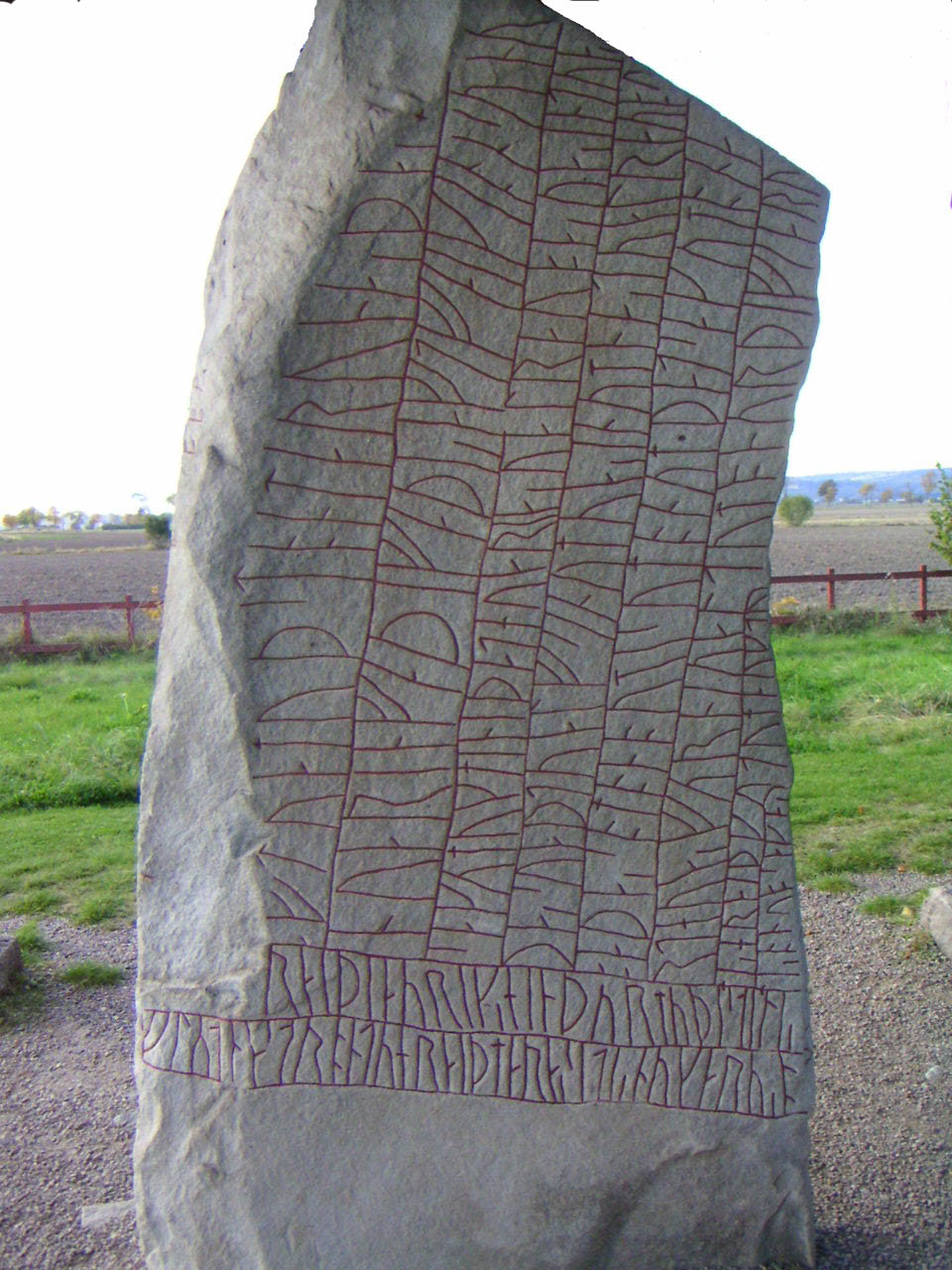
La pietra runica di Rök, inizio della letteratura svedese.

A partire dal XIII secolo la lingua svedese antica si distinse dal dialetto orientale della lingua norrena, una lingua germanica evolutasi a sua volta dalla lingua proto-norrena.
Il contesto sociale e culturale presso cui si è evoluta la lingua presenta un continuum storico con due importanti avvenimenti: l'unificazione dei Sueoni, dei Geati e dei Goti in un unico regno (sebbene la posizione privilegiata dei Sueoni nel regno svedese fu abolita solo a metà del XIII secolo) e la loro cristianizzazione iniziata con re Olof III di Svezia nel XI secolo.
Sebbene la lingua svedese non abbia mai utilizzato l'alfabeto runico, in virtù di tale continuum l'inizio della letteratura svedese è generalmente indicato con la pietra runica di Rök, scolpita in norreno nel IX secolo. Essa contiene la più lunga iscrizione nota con tale alfabeto e comprende diversi passaggi da saghe e leggende, in varie forme prosodiche e parte di essa è scritta in un verso allitterativo, o fornyrdislag. Essa si distingue anche da molte altre pietre runiche che avevano uno scopo pratico più che letterario e perciò sono di grande interesse soprattutto per gli storici e i filologi. Molte iscrizioni runiche inoltre non avevano un significato naturale, essendo utilizzate per scopi magici e incantatori.

## Medioevo
La cristianizzazione della Svezia fu uno dei maggiori eventi nella storia del paese e naturalmente ebbe un eguale impatto anche sulla letteratura, che iniziò a guardare ai testi stranieri come modelli. Per il 1200 il cristianesimo si era ormai affermato e in Svezia fece la sua apparizione la cultura europea medioevale. Soltanto un piccolo gruppo elitario padroneggiava la lingua scritta, ma poco veniva trascritto. Solo a partire dal XIV secolo si trovano manoscritti completamente scritti in latino. Le opere più antiche scritte in svedese risalgono alla fine di quel secolo.
L'istruzione per la maggior parte veniva fornita dalla Chiesa cattolica e perciò la letteratura di questo periodo è principalmente di natura teologica o clericale. Il resto della letteratura scritta consiste soprattutto di testi di legge.

## Secoli XVI e XVII

### Letteratura riformata
Si ritiene che la letteratura riformata svedese sia stata scritta tra 1526 e 1658, anche se questo periodo non ha mai ricevuto grande considerazione da un punto di vista letterario, perché considerato in genere un periodo involutivo in termini di sviluppo letterario. Questo soprattutto per la volontà del re Gustav Vasa di controllare e censurare ogni pubblicazione, con il risultato che soltanto la Bibbia e altre poche opere religiose furono pubblicate. A quell'epoca i monasteri cattolici furono depredati e i libri bruciati. Il re ritenne poco importante ristabilire una più elevata educazione, così l'università di Uppsala venne lasciata decadere.
C'era un numero esiguo di scrittori in questi anni. I cittadini avevano ancora scarsa influenza, mentre il clero vide la sua importanza fortemente ridotta. La Riforma Protestante degli anni venti del Cinquecento lasciò l'ambiente clericale con una piccola parte del loro precedente potere politico ed economico. Gli svedesi che desideravano un'istruzione più vasta, solitamente erano costretti ad andare all'estero nelle università di Rostock o Wittenberg.
Oltre alla letteratura svedese riformata ci fu un altro movimento ideologico significativo: il goticismo, che glorificò l'antica storia della Svezia.
Se da un lato i contributi alla cultura svedese furono scarsi, questo periodo fornì almeno una base fondamentale per lo sviluppo futuro. Cosa più importante, la traduzione della Bibbia svedese del 1541, la cosiddetta Bibbia di Gustav Vasa, diede per la prima volta allo svedese un'uniformità linguistica. Inoltre l'introduzione della stampa portò alla diffusione della letteratura in gruppi che prima non era in grado di raggiungere.

### Letteratura rinascimentale

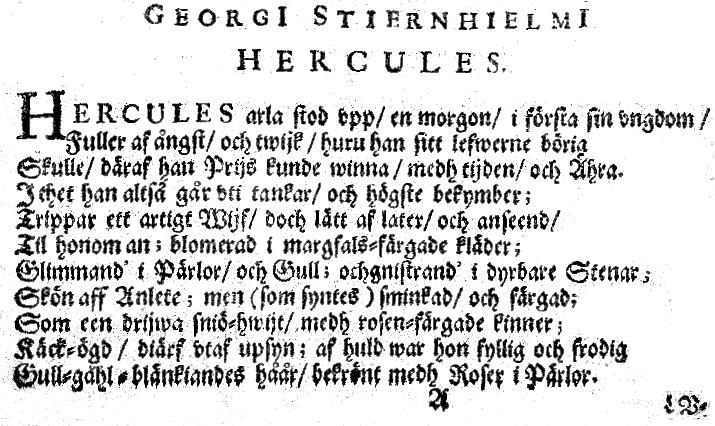
Prima pagina dellHercules, di Georg Stiernhielm, 1658.

Il periodo che nella storia della Svezia va dal 1630 al 1718 è noto come l'Impero svedese e in parte corrisponde a un periodo letterario indipendente.
La letteratura dell'impero svedese è considerata come l'inizio della tradizione letteraria di questo paese.
Si definisce Letteratura del Rinascimento la produzione letteraria scritta tra 1658 e 1732. Nel 1658 Georg Stiernhielm pubblicò il suo Hercules, il primo poema in esametri in lingua svedese. Nel 1689 fu pubblicato Helicons blomster di Lasse Lucidor, che lo rese celebre fra i romantici svedesi. Nel 1698 fu data alle stampe Poeta reale (Kunga Skald) di Gunno Eurelius Dahlstierna, primo esempio svedese di poesia costruita secondo i modelli del barocco europeo.
Quando la Svezia divenne una grande potenza, crebbe una più forte cultura borghese. A differenza dell'epoca della Riforma, l'istruzione non era più una prerogativa esclusivamente ecclesiastica. In questo periodo fu forte l'influenza dei paesi dominanti dell'epoca, ovvero la Germania, la Francia, l'Olanda e l'Italia. Sintomatico il fatto che l'uomo noto come il primo poeta, Georg Stiernhielm, fosse più pratico di filosofia antica che non di insegnamenti cristiani, invece Jacob Frese si dimostrò valido soprattutto per le poesie d'occasione più che dal gusto pietistico in auge.
Anche il Goticismo prese piede e durante la fase dell'impero svedese si sviluppò in un paradigma letterario con lo scopo di diffondere l'idea che la Svezia fosse per natura una grande potenza.

## XVIII secolo

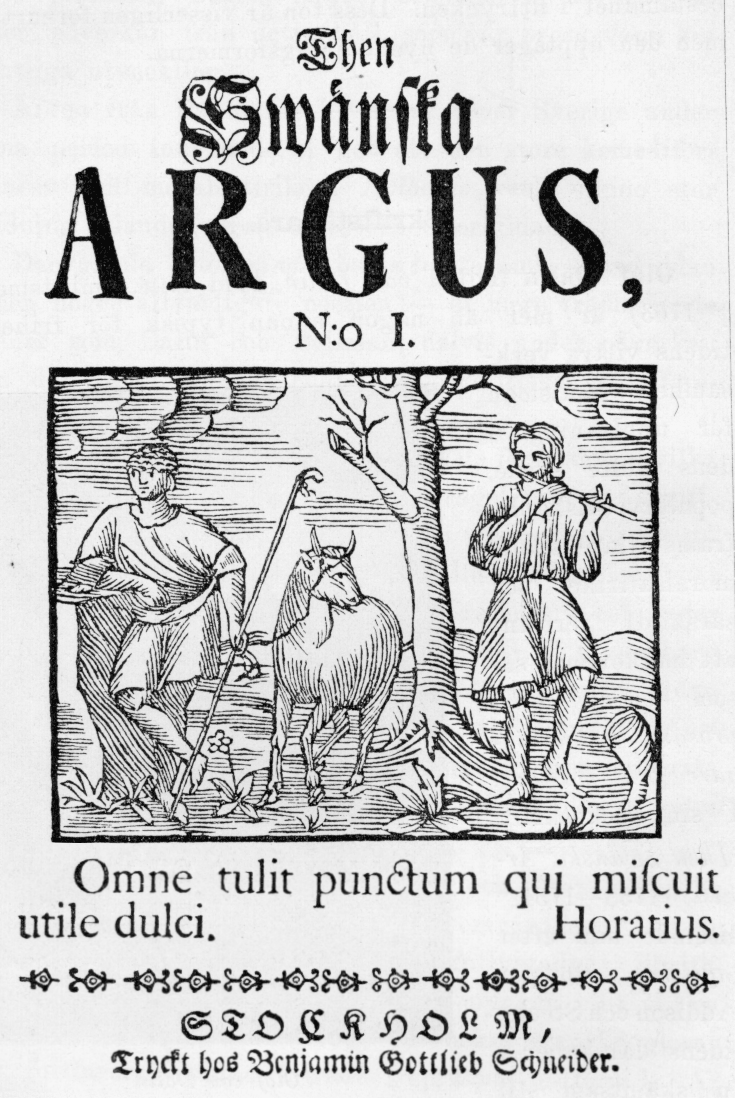
Frontespizio di Then Svenska Argus, 1732

Il XVIII secolo è stato descritto come l'Età dell'Oro sia in letteratura che nelle scienze. In questo periodo la Svezia esibì una letteratura e degli autori di uno standard migliore che in precedenza. Alla base di questo stavano il momento politico noto come l'Età della libertà, dopo la Grande guerra del Nord (1712–1772), e il primo atto riguardante la libertà di stampa scritto nel 1766 (vedi Costituzione di Svezia). Questo rappresentò l'ultimo passo avanti del secolarismo nella letteratura.
Naturalmente gli impulsi che rinvigorirono la vita culturale svedese ebbero origine durante l'Illuminismo europeo e Germania, Inghilterra e Francia furono i paesi che esercitarono maggiore influenza sulla letteratura svedese. La lingua svedese si arricchì di termini francesi e le idee di liberalizzazione si basavano sul modello inglese.
La letteratura svedese si consolidò intorno al 1750, considerato l'inizio di un periodo linguistico chiamato tardo nuovo svedese (1750 – circa 1880). Le prime grandi opere dell'epoca furono quelle di Olof von Dalin (1708–1763), in particolare "Argus lo svedese", basato sul giornale The Spectator di Joseph Addison. Dalin fece un ritratto della cultura e della storia svedese utilizzando un linguaggio di una ricchezza di sarcasmo e ironia senza precedenti. Negli anni trenta e quaranta del Settecento Dalin fu, senza rivali, la stella letteraria più brillante. Fu il primo a raffinare il linguaggio per scopi pratici rispetto alla poesia elaborata del XVII secolo e fu il primo autore a essere letto e apprezzato dal più vasto pubblico.
Nel XVIII secolo il latino perse rapidamente la sua popolarità in favore della lingua nazionale. Uno dei primi autori che concepì i suoi lavori espressamente per un pubblico più vasto fu il famoso botanico Carolus Linnaeus (1707–1778). Seguirono altre figure di spicco come i poeti Johan Henrik Kellgren (1751–1795) e Carl Michael Bellman (1740–1795).

## XIX secolo

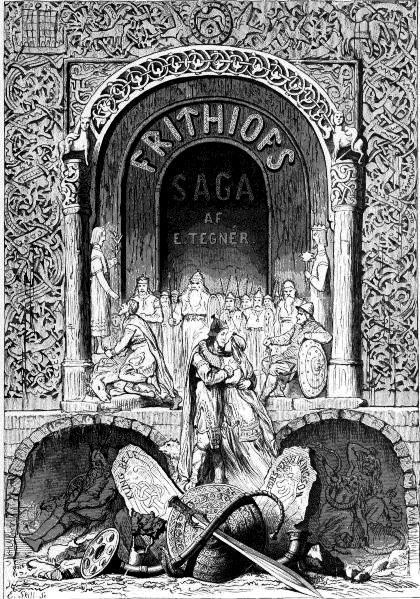
Illustrazione principale della Frithiof's Saga Tdi Esaias Tegnér (1876 ed.)

### Romanticismo
Nella storia europea il periodo che va dal 1805 al 1840 è conosciuto come Romanticismo, che colpì significativamente la Svezia, anche per le influenze tedesche. In questo periodo relativamente breve ci furono così tanti grandi poeti svedesi che questa età è considerata come l'Età dell'Oro della poesia svedese.. Il tutto ebbe inizio intorno al 1810 quando furono pubblicati diversi periodici che rifiutavano la letteratura del XVIII secolo. Importante fu la Gothic Society (1811), e la loro rivista Iduna che guardava al Goticismo con sguardo romantico. con
Per la prima volta dei poeti lavorarono con un obiettivo comune. Quattro dei maggiori poeti romantici che resero un contributo significativo al movimento furono il professore di storia Erik Gustaf Geijer, il solitario Erik Johan Stagnelius, il professore di greco Esaias Tegnér e il professore di estetica e filosofia P.D.A. Atterbom.

### Il primo liberalismo
Il periodo che va dal 1835 al 1879 è noto nella storia svedese come il primo liberalismo. La visione dei Romantici ora era considerata da molti come eccessivamente ricco e sovraccarico di formalismi. L'Aftonbladet, il primo giornale apertamente liberale in Svezia, fu fondato nel 1830 e presto divenne il quotidiano di punta del paese grazie alle sue idee liberali e al criticismo dello stato di affari dell'epoca. Questo giornale contribuì a rendere la letteratura più realistica proprio per l'uso conciso della lingua.
Molte autorità potrebbero considerare Carl Jonas Love Almqvist (1793–1866) il più grande genio del XIX secolo in Svezia. A partire dal 1838 iniziò a pubblicare una serie di storie socialmente e politicamente radicali che attaccavano sia il matrimonio che le istituzioni ecclesiastiche. Molte sue idee risultano ancora interessanti per i moderni lettori, in particolare l'opera "Det går an" (1839) che ha scalato la classifica dei bestseller tedeschi non più tardi del 2004. Nella traduzione di Anne Storm Die Woche mit Sara (2004), ISBN 3-463-40457-5

## Naturalismo o realismo
Il periodo letterario tra 1880 e 1900 prende nome di naturalista, anche se in Svezia il periodo che va dal 1880 è già noto come realismo. Questo perché gli anni ottanta erano concentrati sul realismo, mentre gli anni novanta furono un'età dai tratti peculiari, definita come epoca dei "poeti degli anni novanta".

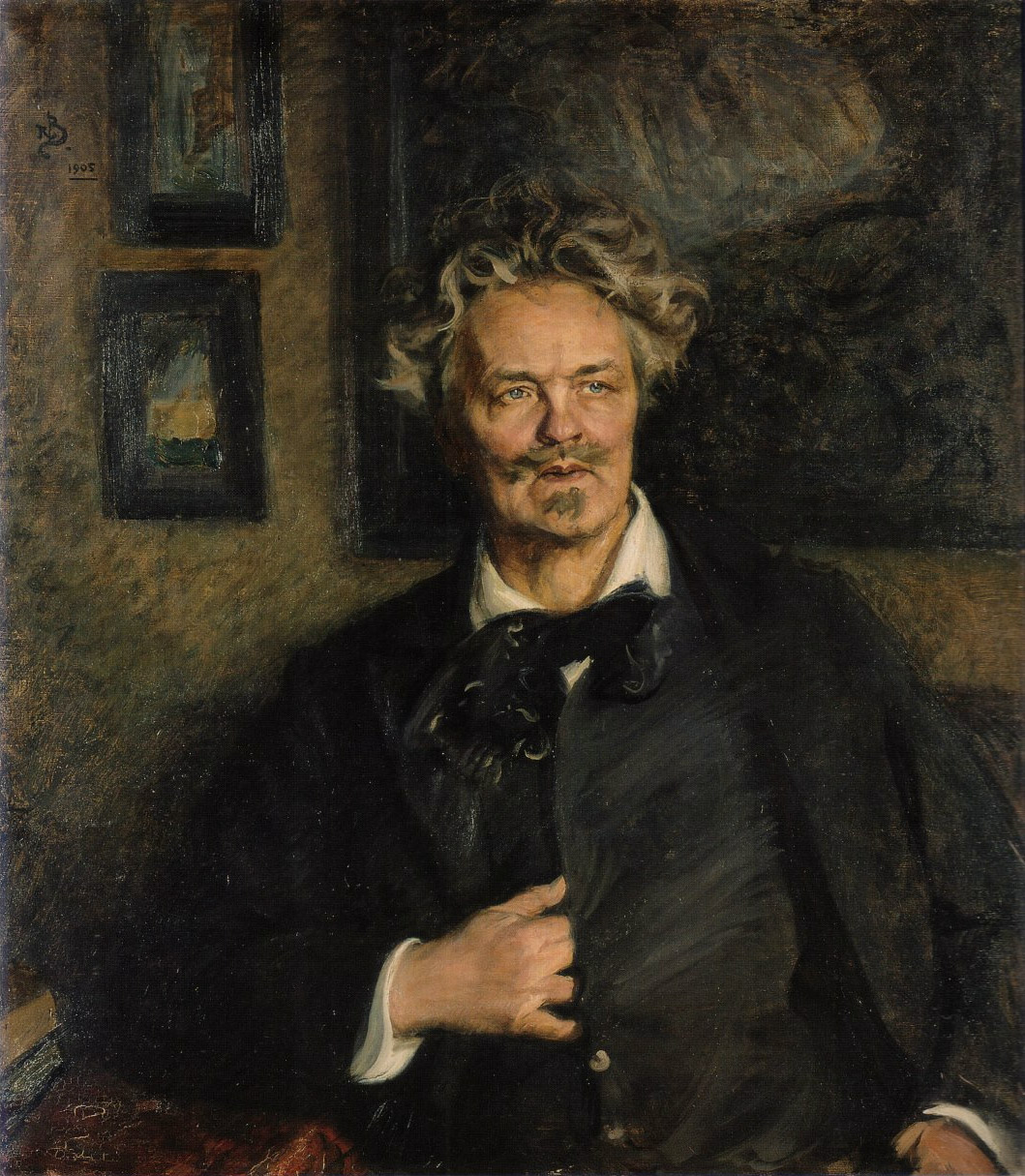
Strindberg, painted by Richard Bergh, 1906

Tra la fine del XIX secolo e l'inizio del XX la letteratura scandinava fece la sua prima, e finora unica, comparsa nella letteratura mondiale. Il nome più famoso era August Strindberg, ma anche Ola Hansson, Albert Ulrik Bååth, Selma Lagerlöf e Victoria Benedictsson ottennero un vasto riconoscimento.
L'irrompere del realismo in Svezia si ebbe nel 1878, anno in cui August Strindberg (1845-1912) pubblicò il suo Röda Rummet, un romanzo satirico che attaccava duramente il mondo della politica, delle università, della filosofia e della religione.
August Strindberg divenne famoso in tutto il mondo per il dramma e la prosa, celebre per il suo eccezionale talento e la complessità dell'intelletto. Continuò a scrivere romanzi e drammi fino alla sua morte, a Stoccolma.

### I poeti degli anni novanta
Gli anni novanta dell'Ottocento in Svezia sono famosi per la poesia neoromantica, una reazione alla letteratura sociorealistica di un decennio prima. La prima figura chiave fu Verner von Heidenstam (1859-1940); il suo debutto letterario avvenne nel 1887 con la collezione di poesia Vallfart och vandringsår (Pellegrinaggio e giorni di svago).
Selma Lagerlöf (1858-1940) fu senza dubbio la più grande artista degli anni novanta e la sua influenza è durata fino ai giorni nostri. Due dei suoi lavori maggiori, tradotti in numerose lingue, sono Le fantastiche avventure di Nils (1906-1907) e La saga di Gösta Berling  (1891), ma scrisse anche diversi altre opere di valore. La Lagerlöf ottenne il Nobel per la Letteratura nel 1909, Grazie soprattutto alla sua abilità di cantastorie.

## XX secolo

### Modernismo
Nel primo decennio del Novecento iniziò un nuovo periodo letterario con un August Strindberg ormai in là negli anni, che pubblicò diversi articoli critici nei confronti dei valori conservativi. Con l'avvento della democrazia sociale e di scioperi di grandi dimensioni si respirò aria di riforme sociali.
Negli anni dieci del Novecento la forma dominante dell'espressione letteraria divenne il romanzo. Uno dei primi romanzieri fu Hjalmar Söderberg (1869–1941). Söderberg scriveva in modo quasi cinico, talvolta con riferimenti nietzscheani, quali disillusione e pessimismo. Nel 1901 pubblicò La giovinezza di Martin Birck, apprezzato da molti per le sue qualità letterarie, anche un aspetto ancora più interessante fu la descrizione di Stoccolma, considerata da molti come il più bel ritratto di Stoccolma reso per iscritto, secondo quanto dice Gustafson. La sua opera maggiore però non era ancora uscita: Doctor Glas (1905), un racconto di vendetta e passione, considerata da alcuni come l'opera migliore e più completa della letteratura svedese.Margaret Atwood, ad esempio, ha detto di Doctor Glas: "Vede la luce a cavallo tra i secoli XIX e XX ma apre delle porte che da allora il romanzo ha continuato a spalancare".

### Letteratura proletaria
L'agricoltura svedese era fondata su un sistema in cui i lavoratori chiamati statare, venivano pagati in natura, con vitto e alloggio, simile all'anglosassone truck system (pagamento in natura). Tra i pochi appartenenti a questo mondo che fecero poi una carriera intellettuale troviamo gli scrittori Ivar Lo-Johansson, Moa Martinson e Jan Fridegård. Le loro opere furono importanti per l'abolizione del sistema.
Un celebre scrittore proletario che divenne famoso dopo la seconda guerra mondiale fu Vilhelm Moberg (1898-1973), che solitamente scriveva della vita di persone comuni e in particolare dei contadini. L'opera monumentale di Moberg fu pubblicata subito dopo la guerra: la raccolta in quattro volumi de Gli emigranti (1949-1959), sull'emigrazione svedese nel Nord America. In questo lavoro Moberg descrisse con sentimento una coppia del XIX secolo durante il loro viaggio verso il Nuovo Mondo, le loro lotte e le difficoltà che dovettero sopportare.

### Letteratura per l'infanzia
Negli anni trenta del Novecento emerse una nuova consapevolezza nei confronti dei bisogni dei bambini che si manifestò subito dopo la Seconda guerra mondiale, quando Astrid Lindgren pubblicò Pippi Calzelunghe (65 milioni di copie vendute ), nel 1945. Il comportamento ribelle di Pippi scatenò dapprima una resistenza tra i difensori dei valori culturali, ma alla fine fu accettata e così la letteratura per l'infanzia fu liberata dall'obbligo di promuovere il moralismo.
Astrid Lindgren continuò a pubblicare diversi libri di successo per bambini che alla fine la resero l'autrice svedese più letta, a prescindere dal genere, con oltre 100 milioni di copie stampate in tutto il mondo e traduzioni in più di 80 lingue. In molti altri romanzi Lindgren mostrò la sua comprensione del pensiero e dei valori dei bambini; i Fratelli Cuordileone parlano di morte ma anche di coraggio, mentre Mio piccolo mio è una fiaba sull'amicizia. Ma non tutte le sue storie avevano un messaggio profondo. Tre libri su Karlsson sul tetto (1955, '62, '68) sono dedicati ad un personaggio curioso - basso, cicciottello e malvagio, con un'elica sulla schiena, amico di un ragazzo. Lindgren scrisse dodici storie su Emil di Maple Hills, un ragazzo che vive nella campagna dello Småland all'inizio del Novecento, che non fa altro che mettersi nei guai a causa delle sue burle.
Altro noto scrittore svedese fu Runer Jonsson, autore della serie di libri per bambini Vike Viking (1963), adattato in seguito per l'animazione, col titolo di Vicky il vichingo (1974).
Uno dei pochi scrittori in lingua svedese di fantasy fu la finlandese Tove Jansson (1914-2001), che scrisse sui Moomins, troll che vivono in uno stato economicamente e politicamente indipendente, senza preoccupazioni di natura materialistica. I Moomins hanno attratto i lettori di molti stati diversi e i libri di Jansson sono stati tradotti in più di 30 lingue.

### Racconti gialli
Prima della Seconda guerra mondiale la detective novel svedese assunse i modelli americani per poi in un secondo tempo seguire una direzione indipendente.
Negli anni sessanta Maj Sjöwall (1935–) e Per Wahlöö (1926–1975) collaborarono per produrre una serie di polizieschi acclamati a livello internazionale sul detective Martin Beck. Seguirono altri scrittori.
Il più famoso scrittore di gialli è Henning Mankell (1948–2015), con la sua serie su Kurt Wallander (1991), tradotta in 37 lingue e divenuta bestseller, soprattutto in Svezia e Germania. 
Mankell però ha scritto anche diversi altri romanzi di successo, come Comédia infantil (1995), storia di un ragazzo di strada abbandonato nella città di Maputo.
Molti altri scrittori di detective story svedesi sono diventati famosi all'estero, in particolare in Germania; ad esempio Liza Marklund (1962–), Håkan Nesser (1950–), Åsa Larsson, Arne Dahl, Leif GW Persson, and Åke Edwardsson.
Nel genere della spy fiction lo scrittore di maggior successo è Jan Guillou (1944–) e i suoi libri più noti raccontano della spia Carl Hamilton, e molti sono diventati film. Degli altri lavori di Guillou i più famosi sono le serie sui Templari, su Arn Magnusson e il romanzo semiautobiografico dal titolo metaforico Ondskan (Il diavolo).--

### Ballate
La tradizione svedese della ballata ha avuto inizio con Bellman nel XVIII secolo. Nel XIX secolo la composizione di canzoni in forma poetica cadde in declino man mano che acquisivano importanza i cori degli studenti universitari, per poi tornare in auge negli anni novanta dell'Ottocento. I poeti proseguirono sempre più con la tradizione di musicare i testi poetici per renderli più popolari. Nei primi anni del Novecento molte opere dei poeti degli anni novanta Gustaf Fröding e Erik Axel Karlfeldt erano state messe in musica e la popolarità di questi artisti era strettamente connessa alla bravura dei cantautori.
Sicuramente il cantastorie svedese più noto del XX secolo fu Evert Taube (1890–1976) che si affermò come artista nel 1920 e rimase in tournée per tre decenni; è famoso soprattutto per le sue canzoni sui marinai, sulla campagna svedese e per le ballate sull'Argentina.
Dal 1962 fino alla sua morte il cantautore più stimato nella tradizione della ballata svedese fu
Cornelis Vreeswijk (1937–1987). Le sue inizialmente erano canzoni di protesta di sinistra, in cui si assunse la responsabilità di parlare a favore degli emarginati della società. Dopo la sua morte Vreeswijk cominciò a essere apprezzato anche per le sue qualità poetiche.

### Poesia
Nei primi venti anni del Novecento si mise in evidenza la giovane poetessa Harriet Löwenhjelm, definita «intimista e cosmopolita ad un tempo», con le sue opere che si caratterizzarono per l'amore del linguaggio, per quello delle lingue straniere, per l'uso di termini arcaici svedesi, per il contrasto fra umorismo, amore per la vita e malinconia, ansia, peccato e morte, per la satira contro i 'farisei' contemporanei, per la descrizione della solitudine dell'Uomo, così distante dalla forza del Mito, per la presenza di riferimenti e approfondimenti religiosi luterani influenzati da Søren Kierkegaard, per la presenza accanto a puri componimenti giocosi, di altri ben più seri e impegnativi aventi la forza d'una confessione religiosa e la lotta di un essere consapevole della prossima e precoce fine eppure benedicente alla vita.
Erik Blomberg (1894-1965) risultò una delle personalità più problematiche della letteratura scandinava: ai suoi esordì evidenziò un'intensa spiritualità panteistica, con alcuni elementi spinoziani, dopo di che aderì al marxismo dell'attivista politico francese Henri Barbusse e quindi le sue opere espressero questo cambiamento, influenzate poi anche dalle vicende belliche.
Negli anni trenta e quaranta del Novecento la poesia subì l'influenza del modernismo, caratterizzato soprattutto dal desiderio di sperimentazione e dall'uso di diversi stili, solitamente il verso libero, privo di rime o metrica.
Hjalmar Gullberg (1898–1961) si rivelò presto come figura modernista di punta. Scrisse diverse collezioni mistiche e influenzate dal cristianesimo, come ad esempio Andliga övningar (Esercizi spirituali 1932). Interrotta la sua carriera di poeta dal 1942 al 1952, tornò negli anni cinquanta con un nuovo stile, ateo all'apparenza, che influenzò la generazione più giovane.
Gunnar Ekelöf (1907–1968) è stato definito come il primo poeta surrealista in Svezia grazie alla sua prima raccolta, la nichilistica Sent på jorden (1932), un'opera che i suoi contemporanei faticarono a comprendere. Ekelöf tuttavia si mosse verso il romanticismo e con la sua seconda raccolta Dedikationen nel 1934 fu apprezzato in una più larga cerchia. Scrisse fino in tarda età e raggiunse una posizione dominante nella poesia svedese. Il suo stile è stato descritto come ricco di simbolismi ed enigmatico, e contemporaneamente tormentato e ironico.
Un altro poeta modernista importante fu Harry Martinson (1904–1978), che aveva un'ineguagliabile sensibilità per la natura, nello spirito di Linnaeus. Come era usuale per la sua generazione egli scrisse in versi liberi, senza curarsi della rima o del conteggio delle sillabe. Compose anche romanzi, tra questi un classico fu l'autobiografico 
Flowering Nettles, nel 1935. La sua opera di maggiore pregio tuttavia fu Aniara, 1956, il racconto di una navicella spaziale e del suo viaggio nello spazio.
Senza dubbio il poeta svedese più famoso del XX secolo fu Tomas Tranströmer (1931–). La sua poesia si distingue per il misticismo cristiano, che si muove tra realtà e sogno, il fisico e il metafisico.Poeten dold i Bilden, Lilja & Schiöler, in Lönnroth, Delblanc & Göransson (ed.), vol 3, pp. 342–370

### Romanzo
Nell'ambito del romanzo, nel XX secolo, si distinse Karin Boye, anche poetessa, nota principalmente per il romanzo distopico Kallocaina (1940).

### Dramma
Molti drammaturghi emersero dopo la Seconda guerra mondiale. Negli anni cinquanta le riviste erano molto popolari; alcuni nomi dell'epoca erano gli attori comici Povel Ramel e Kar de Mumma. Il duo Hasseåtage continuò la tradizione comica nel 1962 e divenne una sorta di istituzione nel mondo della rivista svedese per venti anni che si estendeva alla radio, la televisione e la produzione cinematografica.
Con la fine degli anni sessanta vi fu la svolta verso un dramma alternativo, più libero e il teatro divenne più un concentrato dei gusti popolari. Negli anni settanta e ottanta i maggiori commediografi furono Lars Norén (1944–) e Per Olov Enquist (1934–).

### Letteratura nei testi delle canzoni
Questo periodo letterario iniziò in Svezia negli anni sessanta, influenzato da artisti inglesi e americani. Inizialmente la qualità letteraria nella musica pop svedese non fu molto più che un'imitazione dei modelli stranieri e bisognò aspettare fino agli anni settanta perché si trasformasse in un movimento indipendente. In questi anni la musica giovanile popolare divenne molto più comune e artisti non famosi ebbero la possibilità di vedere pubblicati i propri pezzi. Dato il comune messaggio politico queste bene sono state classificate come Progg (diminutivo di "progressive"). Anche se pochi artisti progg crearono qualcosa di effettivamente valido, emersero comunque alcune rappresentazioni. I Nationalteatern erano importanti non solo perché erano un gruppo musicale ma anche una compagnia teatrale, mentre con il talentuoso artista di sinistra Mikael Wiehe (1946–) della Hoola Bandoola Band, si assistette a un ritorno della ballata svedese con una propensione per le liriche proletarie di ottima qualità.
Uno dei ribelli degli anni Settant fu Ulf Lundell (1949–) che abbandonò il popolare movimento del rock 'n roll. Nel 1976 debuttò in campo letterario con il suo romanzo Jack, un romanzo beatnik che arrivò a rappresentare un'intera generazione. Anche se i critici non ne rimasero impressionati il romanzo vendette molte copie ed è ancora apprezzato da molti.

## XXI secolo
Nel corso del XXI secolo altri importanti scrittori si distinsero nel panorama internazionale come Helena Henschen, prima scrittrice svedese ad aggiudicarsi, nel 2009, il Premio letterario dell'Unione europea, col romanzo I skuggan av ett brott.

## Premi Nobel della letteratura
Gli scrittori svedesi che hanno vinto il Premio Nobel per la letteratura, e l'anno di assegnazione:
- Selma Lagerlöf (1909) — "per l'elevato idealismo, la vivida immaginazione e la percezione spirituale che caratterizzano le sue opere"[35]
- Verner von Heidenstam (1916) — "in riconoscimento della sua importanza come esponente rappresentativo di un nuovo tempo nella nostra letteratura"[62]
- Erik Axel Karlfeldt (1931) — "la poesia di Erik Axel Karlfeldt".[63] The acceptance speech elaborates: " The Swede would say that we celebrate this poet because he represents our character with a style and a genuineness that we should like to be ours, and because he has sung with singular power and exquisite charm of the tradition of our people, of all the precious features which are the basis for our feeling for home and country in the shadow of the pine-covered mountains.".[64]
- Pär Lagerkvist (1951) — "per il suo vigore artistico e per l'indipendenza del suo pensiero con cui cercò, nelle sue opere, di trovare risposte alle eterne domande che l'umanità affronta"[65]
- Eyvind Johnson (1974) (congiunto) — "per un'arte narrativa, lontana da vedersi negli anni e nei paesi, al servizio della libertà"[66]
- Harry Martinson (1974) (congiunto) — "per una scrittura che cattura le gocce di rugiada e riflette il cosmo"[66]
- Tomas Tranströmer (2011) — "attraverso le sue immagini dense e nitide, ha dato nuovo accesso alla realtà"[67]

## Elenco di importanti libri svedesi
| In 1997 Biblioteket i fokus, a magazine aimed at libraries, organized a poll to determine the Swedish books of the century. 27,000 people voted to produce a list of 100 books. The top 20 books were: 1. Vilhelm Moberg, serie de Gli emigranti, 1949-59 2. Astrid Lindgren, Pippi Longstocking, 1945 3. Astrid Lindgren, The Brothers Lionheart, 1973 4. Per Anders Fogelström, City (Stad) series, 1960-1968 5. Selma Lagerlöf, The Wonderful Adventures of Nils (Nils Holgerssons underbara resa genom Sverige), 1906-07 6. Astrid Lindgren, Emil of Maple Hills (Emil i Lönneberberga), 1963 7. Frans G. Bengtsson, The Long Ships (Röde Orm), 1941-45 8. Astrid Lindgren, Mio, my Mio (Mio, min Mio), 1954 9. Astrid Lindgren, Ronia the Robber's Daughter (Ronja Röverdotter), 1981 10. Göran Tunström, Juloratoriet, 1983 11. Selma Lagerlöf, Jerusalem, 1901-02 12. Harry Martinson, Aniara, 1956 13. Marianne Fredriksson, Simon and the Oaks (Simon och ekarna), 1985 14. Kerstin Ekman, Händelser vid vatten, 1993 15. Jan Guillou, La fabbrica del male (Ondskan), 1981 16. Ulf Lundell, Jack, 1976 17. Hjalmar Söderberg, Den allvarsamma leken, 1912 18. Moa Martinson, Mor gifter sig, 1936 19. Jonas Gardell, En komikers uppväxt, 1992 20. Anders Jacobsson, Sören Olsson, Bert-diaries, 1987- | In 1998, a poll to determine the most important Swedish books was conducted on the show Röda rummet on the public television Sveriges television. 17,000 people voted to produce a list of 100 books. The top 20 books were: 1. Vilhelm Moberg, serie de Gli emigranti 2. Harry Martinson, Aniara 3. Frans G. Bengtsson, The Long Ships 4. Astrid Lindgren, Pippi Longstocking 5. Per Anders Fogelström, City series 6. Selma Lagerlöf, The Wonderful Adventures of Nils 7. Selma Lagerlöf, Kejsaren av Portugallien 8. Hjalmar Söderberg, Den allvarsamma leken 9. Selma Lagerlöf, Jerusalem 10. Eyvind Johnson, Hans nådes tid, 1960 11. Vilhelm Moberg, Din stund på jorden 12. Göran Tunström, Juloratoriet 13. Astrid Lindgren, The Brothers Lionheart 14. Eyvind Johnson, Return to Ithaca (Strändernas svall), 1946 15. Harry Martinson, Flowering Nettles (Nässlorna blomma), 1935 16. Hjalmar Söderberg, Doctor Glas (Doktor Glas), 1905 17. Anders Jacobsson, Sören Olsson, Bert-diaries 18. Harry Martinson, Vägen till Klockrike, 1948 19. Astrid Lindgren, Emil of Maple Hills 20. Vilhelm Moberg, Ride This Night! (Rid i natt), 1941 |